# Ioan C. Massim
Ioan C. Massim (Gropeni, 1825-Bucarest, 1877) fue un profesor y lingüista rumano.

## Biografía
Nacido en 1825 en la localidad de Gropeni, perteneciente al distrito de Brăila, comenzó sus estudios en el seminario de Buzău en 1839, luego se trasladó a la escuela de Brăila en 1841. Llegó a Bucarest en 1844 e ingresó en el liceo Sfântul Sava. Terminó sus estudios en 1847 y fue nombrado profesor en Brăila.
En 1856, tras un concurso, obtuvo una beca y partió hacia París, de donde regresó en 1860, sin haber obtenido el título de licenciado. La Eforia Şcoalelor, teniendo en cuenta su erudición, le nombró director del gimnasyum Matei Basarab en 1862; en 1862 se trasladó en este cargo al Sfântul Sava. En 1864 se le confió la cátedra de latín y rumano en Sfântul Sava. En 1867 fue nombrado profesor de lengua rumana en la Escuela Normal Carol I y en 1867 miembro de la Academia Rumana. Falleció el 2 de junio de 1877 en Bucarest.
Entre sus publicaciones se encontraron títulos como Elemente de gramatică elenică (1850), Nori abecedar românesc (1868), Elemente de gramatică română, Repede idee de gramatica  macedo-românească (1862), Gramatica macedo-românească (1862) y Una monstra de istoria critica (1874). Junto con August Treboniu Laurian elaboró un Dicţionarul limbii române.